# Alfeld (Leine)

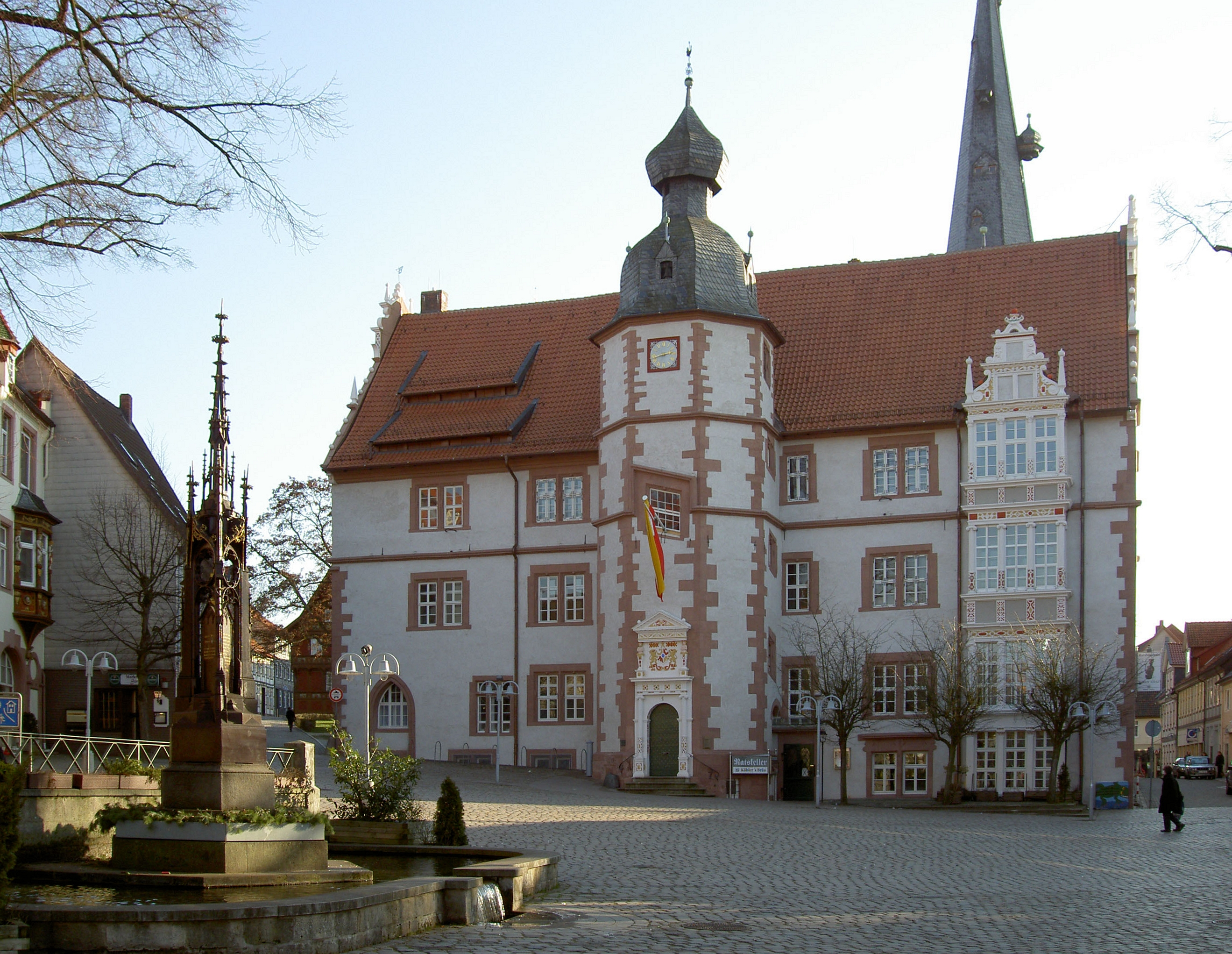
Ratusz w Alfeld

Alfeld (Leine) – miasto w Niemczech, w kraju związkowym Dolna Saksonia, w powiecie Hildesheim. Miasto liczy 20 460 mieszkańców (2008).
W mieście znajduje się stacja kolejowa Alfeld.